# Storörarna (Kumlinge, Åland)
Storörarna är ett skär i Åland (Finland). Det ligger i Skärgårdshavet och i kommunen Kumlinge i landskapet Åland, i den sydvästra delen av landet. Ön ligger omkring 60 kilometer nordöst om Mariehamn och omkring 230 kilometer väster om Helsingfors.
Öns area är 3,6 hektar och dess största längd är 0,6 kilometer i nord-sydlig riktning. Trakten är glest befolkad. Närmaste större samhälle är Brändö, 10,2 km öster om Storörarna.